# سالاپا
سالاپا (به مجاری:  Szalapa) یک شهرداری در مجارستان است که در ناحیه زالاسنت‌گروت واقع شده‌است. سالاپا ۴٫۵۲ کیلومتر مربع مساحت و ۲۴۰ نفر جمعیت دارد.